# 小行星5063
小行星5063（英語：5063 Monteverdi）是一颗围绕太阳公转的小行星。1989年2月2日，佛蒙特·伯根在陶腾堡发现了此天体。
这颗小行星的绝对星等为55.98074772823641等。